# Sisyrinchium wettsteinii
Sisyrinchium wettsteinii là một loài thực vật có hoa trong họ Diên vĩ. Loài này được Hand.-Mazz. miêu tả khoa học đầu tiên năm 1908.